# Joseph V. Charyk
Joseph Vincent Charyk (9 de setembro de 1920 - 28 de setembro de 2016) foi sub-secretário da Força Aérea dos Estados Unidos (1960-1963). Ele também atuou como presidente da COMSAT (1963-1985).

## Biografia
Charyk serviu como cientista-chefe da Força Aérea dos Estados Unidos até ser nomeado Subsecretário da Força Aérea. Em 1961, ele foi nomeado pelo presidente John F. Kennedy para ser o primeiro diretor do National Reconnaissance Office. Mais tarde, ele retornou à indústria aeroespacial, atuando como primeiro presidente da Communications Satellite Corporation de 1963 a 1985. 